# Daontesia praelonga
Daontesia praelonga is een zeeanemonensoort uit de familie Bathyphelliidae.
Daontesia praelonga is voor het eerst wetenschappelijk beschreven door Carlgren in 1928.